# Признанные штатом племена в США

Штаты, в которых есть федерально признанные племена
Штаты, которые признают отдельные племена и группы
Штаты, в которых существуют как федерально признанные, так и признанные штатом племена

Признанные штатом племена в США (англ. State-recognized tribes in the United States) — индейские племена или группы в США, которые не соответствуют критериям признанных на федеральном уровне племён, но были признаны штатами. Члены признанного штатом племени по-прежнему подчиняются законам и правительству штата, и племя не имеет суверенного контроля над своими делами. Признание штата даёт мало преимуществ по сравнению с федеральным признанием, которое обеспечивает племени право на самоуправление.  
Некоторые штаты приняли законы, которые обеспечивают некоторую автономию для племён, не признанных федеральным правительством. Например, в Коннектикуте закон штата, признающий определённые племена, также защищает их резервации и ограниченные права на самоуправление.

### Статьи
- Koenig, Alexa; Stein, Jonathan. Federalism and the State Recognition of Native American Tribes: A Survey of State-Recognized Tribes and State Recognition Processes across the United States (англ.) // Santa Clara Law Review. — Santa Clara: Santa Clara University Press, 2007. — Vol. 48, iss. 1. — ISSN 0146-0315.